# Euophrys sima
Euophrys sima es una especie de araña saltarina del género Euophrys, familia Salticidae. Fue descrita científicamente por Chamberlin en 1916.
Habita en Perú.